# Пятьдесят злотых (1817—1819)
Пятьдесят злотых 1817—1819 годов — золотые монеты номиналом 50 злотых, выпускаемые Российской империей с 1817 по 1819 годы для обращения в Царстве Польском в соответствии с царским указом Александра I от 1 декабря 1815 года. Эти монеты не имели буртик, поэтому были заменены новыми 1819—1823 годов. Были изъяты из обращения 1 мая 1847 года.

## Описание
Монета отчеканена из золота 916 пробы на диске диаметром 23,8 миллиметра и весом 9,81 грамм, гурт шнуровидный с наклоном влево, буртик отсутствует. Согласно золотомонетной системе Пятьдесят злотых Александра I основаны на кёльнской марке. Все монеты были выпущены Варшавским монетным двором общим тиражом 86 740 штук:
- 1817 год — 17 194 штуки[6][7];
- 1818 год — 50 040 штук[8][9];
- 1819 год — 19 506[примечание 1] штук[10][11].

По принятой в Польше и некоторых других странах десятибалльной шкале оценки степени редкости в зависимости от количества известных монет, пятьдесят польских злотых 1817—1818 годов имеют степень редкости R2, а 1819 года (без буртика) — R4.

### Аверс
На аверсе изображён профиль Александра I, обращённый вправо, окружённый надписью ALEXANDER I CESARZ SA. W. ROS. KRÓL POLSKI (с пол. — «Александр I Император, самодержец Всероссийский, король Польский»).

### Реверс
На реверсе изображён средний герб Царства Польского, то есть двуглавый орёл, увенчанный тремя коронами и держащий в правой лапе меч и скипетр, в левой — державу, на груди орла геральдический щит с гербом Польского королевства под королевской короной и пологом. Под левой и правой лапами орла буквы «I» и «B» — инициалы минцмейстера Варшавского монетного двора Якоба Беника. Под инициалами год выпуска (разделённый, то есть 18 и 17, например, а не 1817). Справа от орла вдоль края надпись 26 Z GR. CZ. KOL (с пол. — «26 штук из чистой кельнской марки»), слева номинал 50 ZŁOT POLSKI. (с пол. — «50 польских злотых»).